# Саветовалиште за брак и породицу
Саветовалиште за брак и породицу је центар за саветодавне услуге у области брачних и породичних односа. Запошљава мултидисциплинарни тим и може се срести у центрима за социјални рад или центрима за социјалне услуге у заједници, као и у приватној пракси. Омогућава боље информисање грађана о породици и породичним односима, али и саветодавни рад на превазилажењу различитих животних проблема. Сврха саветовалишта је развијање здраве и функционалне породице у датој заједници и превенција породичних дисфункција: активности су бројне и укључују образовање младих, пружање стручне помоћи паровима пре и током брака, припремање супружника за заједнички живот и одговорно родитељство, пружање помоћи родитељима у превазилажењу развојних проблема деце и помоћ супружницима у решавању међусобних проблема.